# Fernanda Decnop

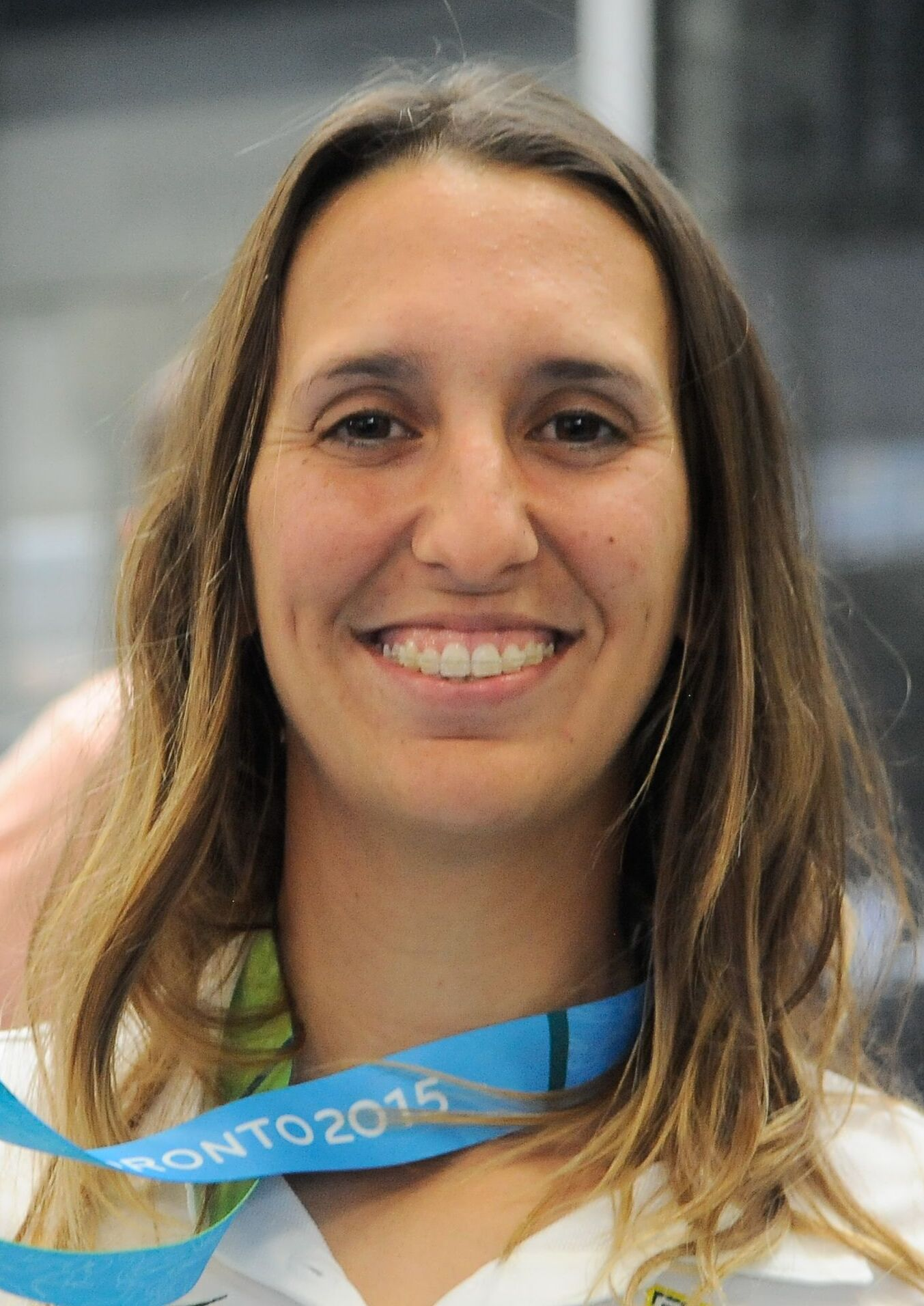
Fernanda Decnop, bronze no Pan de 2015, chega ao Rio (Tânia Rêgo/Agência Brasil)

Fernanda Demétrio Decnop Coelho (Niterói, 19 de junho de 1987) é uma velejadora brasileira.

## Carreira
Começou a velejar aos 8 anos de idade, na classe Optimist. Foi campeã sul-americana de Laser, em 2004, e após se mudar para a versão feminina de tal barco, Laser Radial, ganhou a medalha de bronze no Pan de Toronto, em 2015.
Também é vocalista da banda de metal progressivo Empürios, e formada em Medicina Veterinária pelo Centro Universitário Plínio Leite. Em 2016, além de competir na Olimpíada na Laser Radial, foi para a Paralimpíada tratando do cavalo da amazona uruguaia Alfonsina Maldonado.
Sua irmã, Renata, também foi velejadora, com as duas chegando a competir juntas, e é guitarrista da Empürios.